# Bidessodes acharistus
Bidessodes acharistus är en skalbaggsart som beskrevs av Young 1986. Bidessodes acharistus ingår i släktet Bidessodes och familjen dykare. Inga underarter finns listade i Catalogue of Life.